# Grzegorz Piszczek

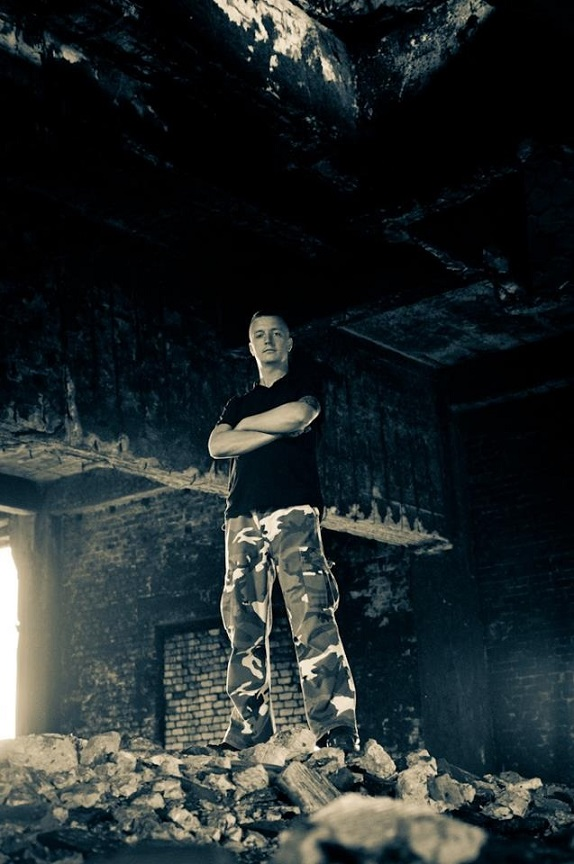
Grzegorz "Igor" Piszczek

Grzegorz "Igor" Piszczek (ur. 15 lipca 1976 w Knurowie) – polski perkusista. Jest znany przede wszystkim z występów w zespole Heretique, do którego dołączył w 2009 roku zastępując Radosława Muzykę. Wcześniej występował w zespołach Orion Prophecy oraz Condemned. Przez krótki czas był także członkiem grupy Vates.

## Instrumentarium
Bębny
MAPEX STUDIO PRO M
- centrala 22" (x2)
- werbel 14"
- tom-tom 10"
- tom-tom 12"
- tom-tom 14"
- tom-tom 16"

Talerze perkusyjne
- Paiste Alphe Hi-Hat 14"
- Paiste Alphe Ride 20"
- Paiste Alphe China 19"
- Anatolian Ride 21"
- Anatolian Baris Power Crash 16"
- Anatolian Baris Power Crash 18"
- Anatolian Baris Splash 8"
- Anatolian Ultimate Bell 10"
- Stagg Furia Splash 10"
- Stagg Furia Splash 8"
- Stagg DH China 20"

Akcesoria
- Stopa DW7000
- Statywy perkusyjne MAPEX (10 szt.)

## Dyskografia
- Condemned – Oracle (demo, 1994)
- Orion Prophecy – Unnatural Selection (demo, 2007)
- Heretique – Ore Veritatis (LP, 2012)
- Heretique – De Non Existentia Dei (LP, 2016)